# Marvel 2099
Marvel 2099 é uma linha editorial da Marvel Comics criada em 1992. Todos os seus títulos se referem ao universo dos super-heróis no ano de 2099, como uma versão futurista do Homem-Aranha.
A Editora Marvel decide ambientar em 2099 uma nova era de heróis marvel. Foram histórias inspiradoras e com ótimos roteiros, geralmente baseadas em heróis do passado, como o Homem-Aranha 2099, Hulk 2099, Justiceiro 2099, o grupo X-Men 2099, entre outros. 
Muitas histórias foram escritas, e muitos personagens tinham características que lembravam seus antecessores do passado, mas com características fortes que despertavam o interesse nos mesmos. 
Por exemplo, o Homem-Aranha 2099 possuía glândulas nos punhos, e suas teias eram naturais. Ele também possuía peçonhas, e garras. Ele era uma vítima de acidente também, e seu uniforme futurista levavam as cores azul e vermelhas, as mesmas cores do "amigo da vizinhança" Homem-Aranha (Peter Parker). 
O Justiceiro 2099 era tão fanático quanto o Frank Castle. O mesmo decide combater o crime depois de uma experiência tão traumática quanto a de seu antecessor. O mesmo contava com incríveis aparatos tecnológicos, e lidava com sua identidade como Justiceiro, como se fosse uma contra parte ou uma dupla personalidade. Muitas boas histórias foram contadas nesse universo 2099, mas com as poucas vendas dos títulos, e a ameaça a cronologia oficial da editora fizeram com que a sua linha 2099 fosse descontinuada. Com o surgimento de Thor 2099 e outros heróis da casa das ideias, como Capitão América, Vingadores 2099 e toda uma série de heróis e personagens.
Esse universo teve um final emblemático. Um meteoro entrou em rota de colisão com a Terra e isso fez com que os heróis se unissem para encontrar uma solução para o problema. A ultima história mostra a união dos X-Men e Quarteto Fantástico 2099 tentando encontrar uma solução para o que seria a destruição da Terra 2099
E uma vez o homem aranha de 2099 seria uma espécie de Batman do futuro.